# Кібунго
Кібунго (фр. Kibungo) — місто на південному сході Руанди, на території Східної провінції. Адміністративний центр району Нгома.

## Географія
Місто знаходиться в південній частині провінції, на відстані приблизно 50 кілометрів на схід-південний схід (ESE) від столиці країни Кігалі. Абсолютна висота — 1415 метрів над рівнем моря.

## Населення
За даними офіційним переписом 2002 року чисельність населення становила 43 582 осіб.
Динаміка чисельності населення міста за роками:
| 2002   | 2013   |
| ------ | ------ |
| 43 582 | 49 634 |